# Ekstra Pensja
Ekstra Pensja – gra liczbowa Totalizatora Sportowego wprowadzona 19 października 2014 (sprzedaż od 16 października 2014).

## Zasady gry
W grze bierze udział 35 oraz 4 kule, umieszczone w osobnych bębnach maszyny losującej. Zadaniem gracza jest wytypowanie 5 z 35 kul oraz jednej z 4 kul. Losowania odbywają się w środy oraz niedziele, od 11 września 2015 także w piątki, a od 18 kwietnia 2017 codziennie o godzinie 21:40 w programie telewizyjnym TVP Info. Koszt zakładu to 5 zł. Od 11 czerwca 2019 można grać także w Ekstra Premię, w zasadach gry jest to samo co w Ekstra Pensji czyli 5 z 35 kul oraz jednej z 4 kul. Koszt zakładu z Ekstra Premią to 6 zł.

## Wygrane
Ponieważ jest to gra typu „Win for Life” wygraną jest pensja wypłacana comiesięcznie przez 20 lat w wysokości 5000 złotych. Kwota ta podlega opodatkowaniu 10% podatku od wygranych z gier losowych. Ponadto występuje też 7 niższych stopni wygranych, które są jednorazowe.
Od 12 września 2016 wprowadzono możliwość wyboru stawki od 1 do 10. Dzięki czemu główna wygrana może wynosić do 50 000 zł miesięcznie, wypłacanych przez 20 lat. Koszt zakładu, w którym można wygrać taką wygraną, wynosi 50 zł.
W grze Ekstra Premia dostaje się od razu 100 tysięcy złotych.

### Charakterystyka stopni wygranych
| Stopień wygranych | Liczba trafionych numerów (5 z 35) | Liczba trafionych numerów (1 z 4) | Wygrana (przy pojedynczej stawce) | Prawdopodobieństwo wygranej |
| ----------------- | ---------------------------------- | --------------------------------- | --------------------------------- | --------------------------- |
| I                 | 5                                  | 1                                 | 5000 zł miesięcznie przez 20 lat  | 1: 1 298 528 (≈0,00008%)    |
| II                | 5                                  | 0                                 | 25 000 zł                         | 1: 324 632 (≈0,0003%)       |
| III               | 4                                  | 1                                 | 1 000 zł                          | 1: 8 656 (≈0,012%)          |
| IV                | 4                                  | 0                                 | 200 zł                            | 1: 2 164 (≈0,046%)          |
| V                 | 3                                  | 1                                 | 80 zł                             | 1: 298,5 (≈0,3%)            |
| VI                | 3                                  | 0                                 | 25 zł                             | 1: 74,63 (≈1,3%)            |
| VII               | 2                                  | 1                                 | 10 zł                             | 1: 32 (≈3,1%)               |
| VIII              | 2                                  | 0                                 | 5 zł                              | 1: 8 (≈12,5%)               |

## Najwyższe wygrane
Tabela przedstawia 5 najwyższych wygranych w Ekstra Pensji:
| Data                 | Wygrana (miesięcznie przez 20 lat w złotych) | Miasto    |
| -------------------- | -------------------------------------------- | --------- |
| 15 października 2017 | 50 000,00                                    | Warszawa  |
| 1 października 2019  | 25 000,00                                    | Leszno    |
| 10 lipca 2020        | 20 000,00                                    | Lotto.pl  |
| 10 kwietnia 2019     | 20 000,00                                    | Nowy Sącz |
| 18 grudnia 2018      | 15 000,00                                    | Niemcz    |